# Opstandingskerk (Utrecht)
De Opstandingskerk is een monumentaal kerkgebouw in de Nederlandse stad Utrecht.
De kerk staat in de wijk Zuilen. Ze is gebouwd in 1957 voor Het Apostolisch Genootschap naar een ontwerp van Anthonie de Ridder. Het gebouw is gewaardeerd als gemeentelijk monument. Momenteel is er een Nederlandse Gereformeerde kerk gevestigd.